# Herbst (adelsslægt)
Herbst er en dansk adelsslægt tilhørende sværd- & lavadelen.
Slægten var oprindeligt tysk og kom til Danmark efter Trediveårskrigen. Kaptajn Adolph Tobias Herbst var fader til schoutbynacht Michael Johan Herbst (1699-1762), der var gift med Engelke Marthe Liebe. Han var fader til kontreadmiral og generaladjudant Adolph Tobias Herbst (1745-1825), som ved patent af 9. marts 1820 blev optaget i den danske adelstand.
Hans søn af ægteskabet med Anne Magdalena Rasch, generalkrigskommissær Michael Johan Christian Herbst (1775-1830), havde i ægteskabet med Michelle Elisabeth Charlotte Christiane Stibolt (1788-1861), datter af kommandørkaptajn, kammerherre Andreas Henrik Stibolt, 10 børn.
Af døtrene blev gift:
- Christiane Annette (1805-1856), 1. gang med godsejer Christian Andreas Selchau til Selchausdal, 2. gang med justitsråd H.A. Jacobi
- Adolphine Andrea (1806-1851) med proprietær Gerstenberg-Rodsted
- Hertha Adelaide (1808-) med Wilhelm Tugendreich von Barner, oberstløjtnant, kammerjunker
- billedhugger Emilie Adelgunde (1811-1892) med etatsråd F.S. Vogt
- Wilhelmine Adelaide (1816-1851) med gehejmekonferensråd I.J. Unsgaard

To døtre døde ugifte.
Sønnerne var:
1. Adolph Conrad Waldemar Herbst (1814-1860), kammerråd, postmester, gift med Juliane Dorothea Willerup, f. 1817. 2 sønner: Christian Adolph Tobias (1846-), grosserer, gift med Anna Aubertin, og Peter Michael Herbst (1849-1930), oberst, kammerherre, gift med Elisabeth Rames.

1. Christian Frederik Herbst (1818-1911), justitsråd, numismatiker og arkæolog, gift med Ophelia Gerstenberg-Rodsted. Børn (3 døde unge): Michelle (1861-), og Christiane Andrea (1864-), der begge var indskrevet i Vemmetofte.

Peter Herbsts datter, Olga Herbst (1885-), var gift med læge, professor Einar Meulengracht (1887-1976). En anden datter var Alma Frederikke Herbst (1877-).
Senere familiemedlemmer var Bent Michael Herbst-Jensen (1918-1992), der døde på øen Tenerife i 1992, og Tove Merete Herbst-Jensen (1907-2010), der blev over 100 år gammel.
Tove Merete Herbst-Jensen døde ugift, men slægten lever videre i Bent Michael Herbst-Jensens søn Allan Herbst-Jensen (1951-), og hans børnebørn Mathias Michael Herbst-Jensen (1986-) og Rikke Marianne Herbst-Jensen (1988-).